# Coppelius
Coppelius es una banda alemana formada en el año 1997 que interpreta  metal sinfónico, utilizando instrumentos como batería, contrabajo, chelo y clarinete. El nombre de la banda es en honor al relato del escritor alemán E.T.A Hoffmann  "El hombre de Arena". 
Los miembros actuales de la banda son Max Coppella (clarinete y voz), Comte Caspar (clarinete, voz, clavecín), Graf Lindorf (violoncello, voz), Sissy Voss (contrabajo), Linus von Doppelschlag (Batería) y Bastille (mayordomo, voz). 
Dentro del escenario suelen llevar una vestimenta formal del siglo XIX, inspirada principalmente por la era victoriana, época que han tomado para ambientar muchas de sus canciones. Es por esta razón que a menudo ellos son catalogados como una banda Steampunk.

## Discografía
- Álbumes
  - 2007: Time-Zeit
  - 2009: Tumult
  - 2010: Zinnober
  - 2013: Extrablatt
  - 2015: Hertzmaschine
  - 2019: Kammerarchiv
- EPs
  - 2003: Coppelius
  - 2004: 1803
  - 2005: To my Creator
  - 2005: Frühe Werke
- Videos
  - 2005:  I Get Used To It
  - 2007: Morgenstimmung
  - 2009: Habgier
  - 2010: Die Glocke
  - 2011: Risiko
  - 2012:  I Told You So
  - 2013: Spieldose

## Galería

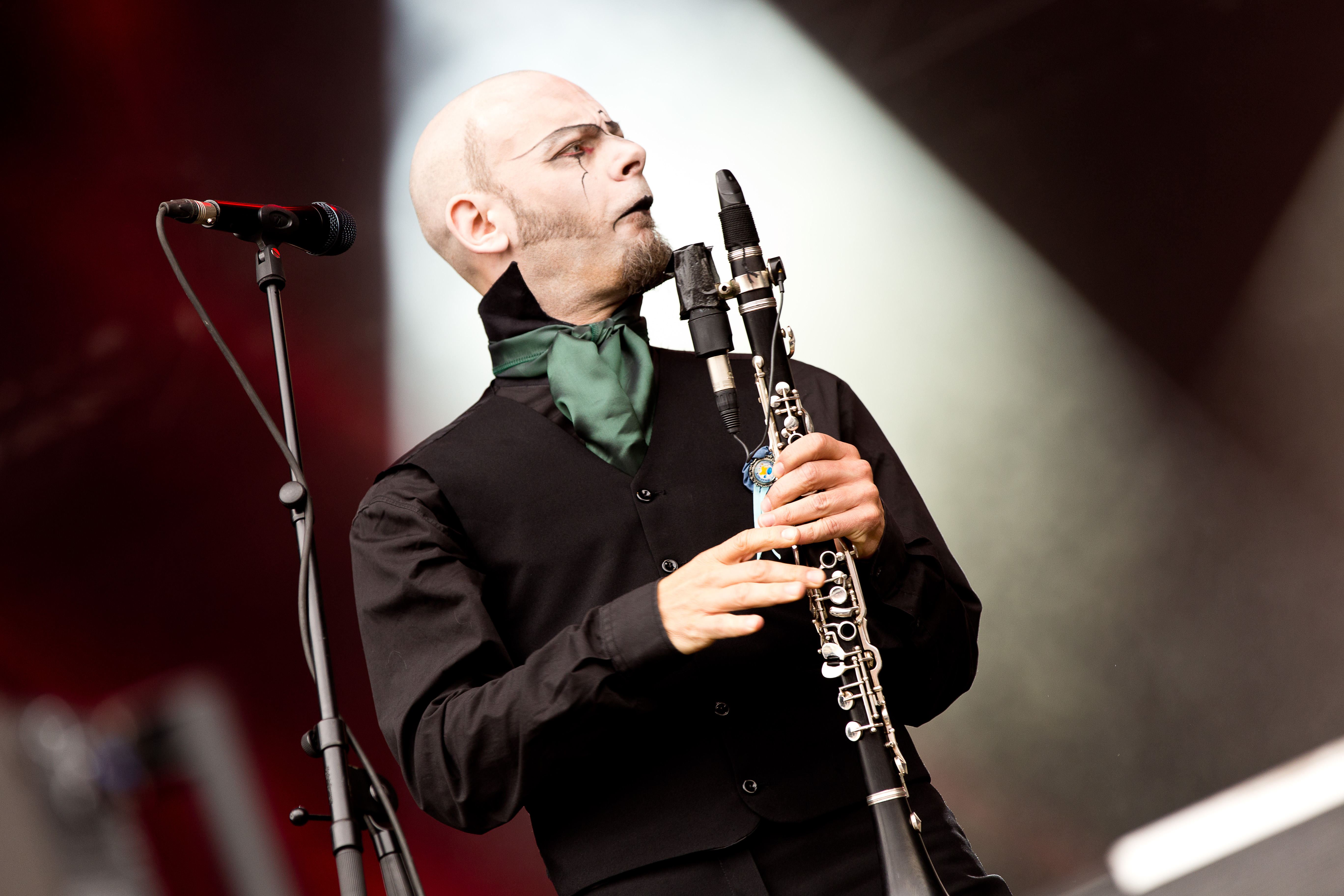
Max Copella
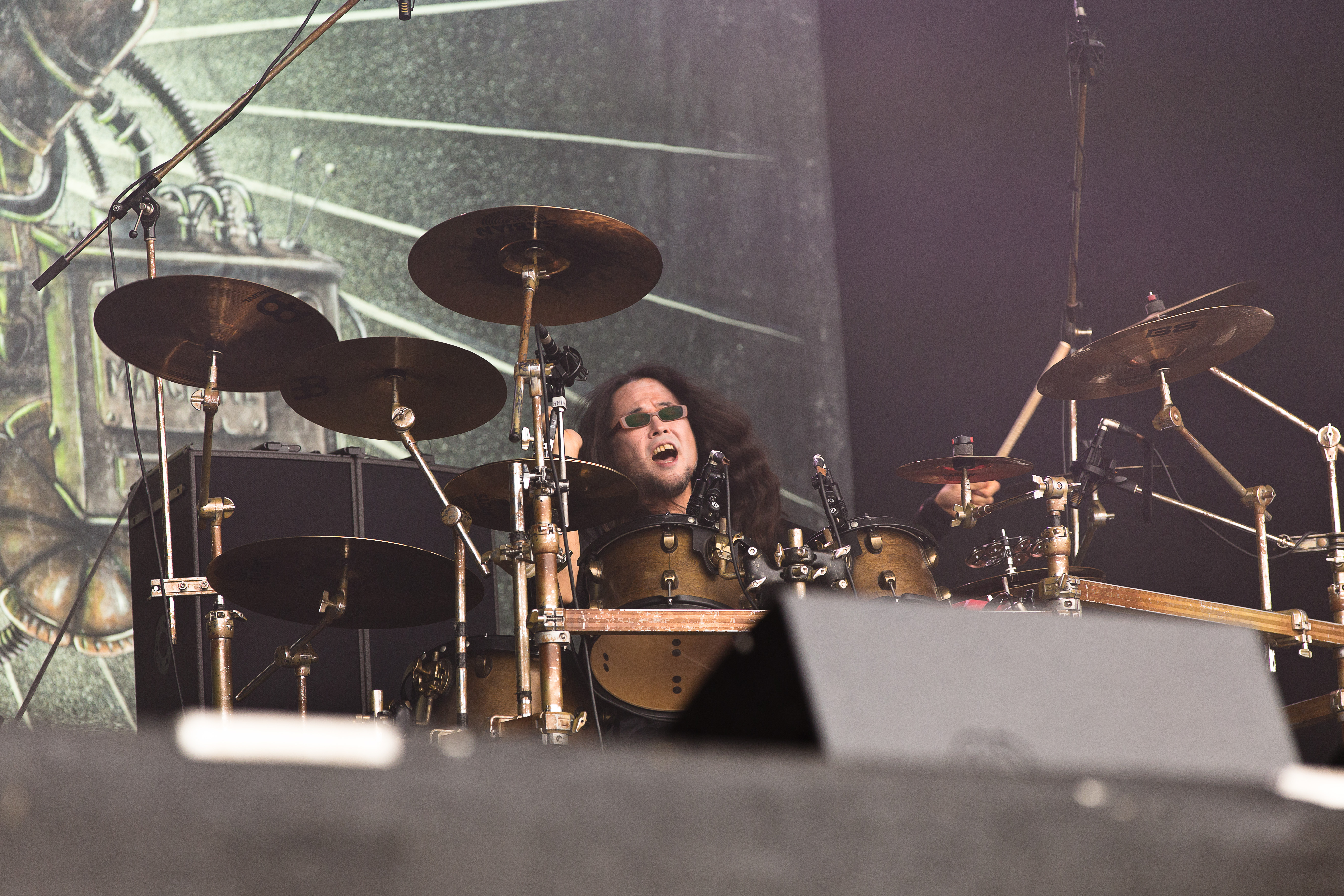
Nobusama
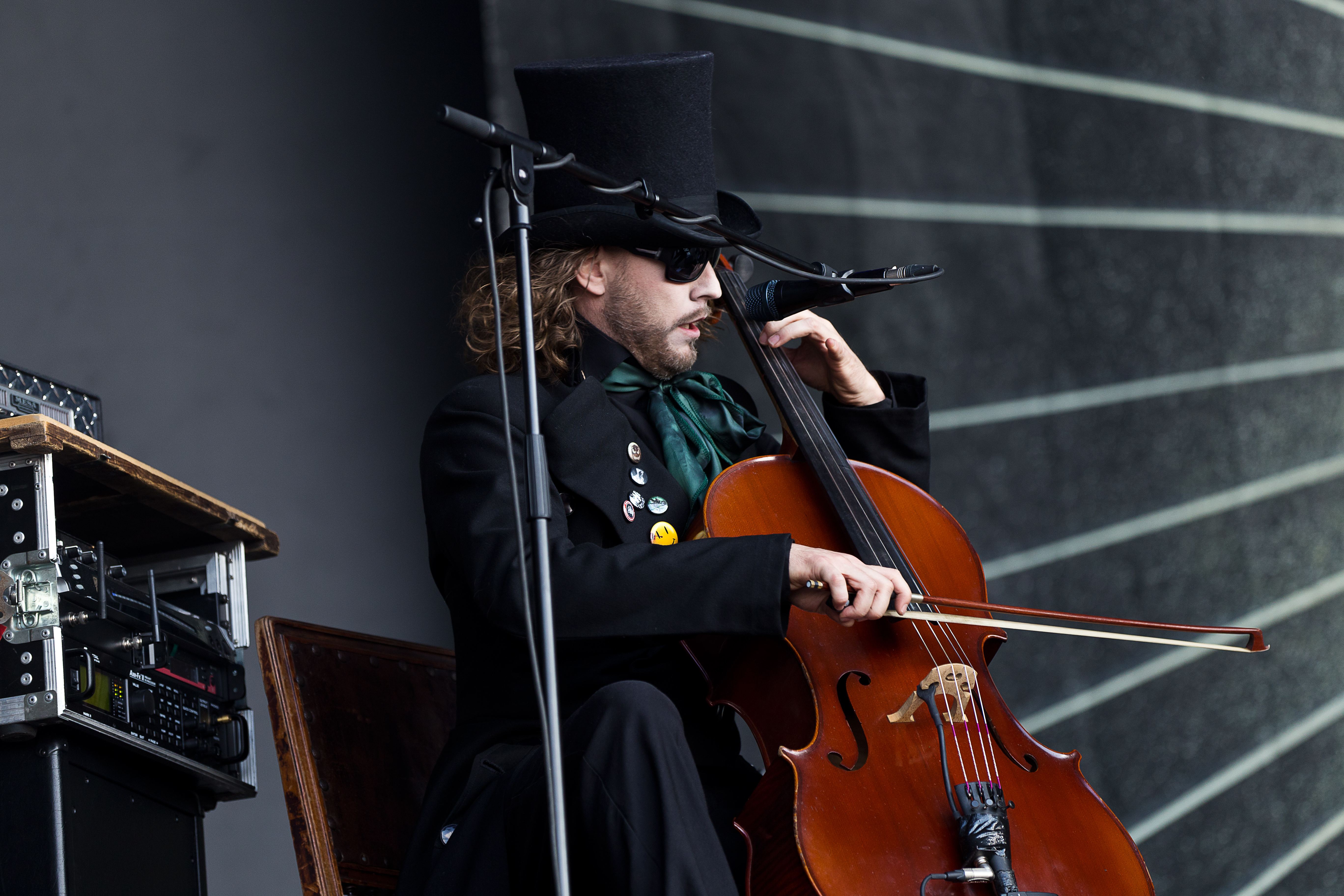
Graf Lindorf
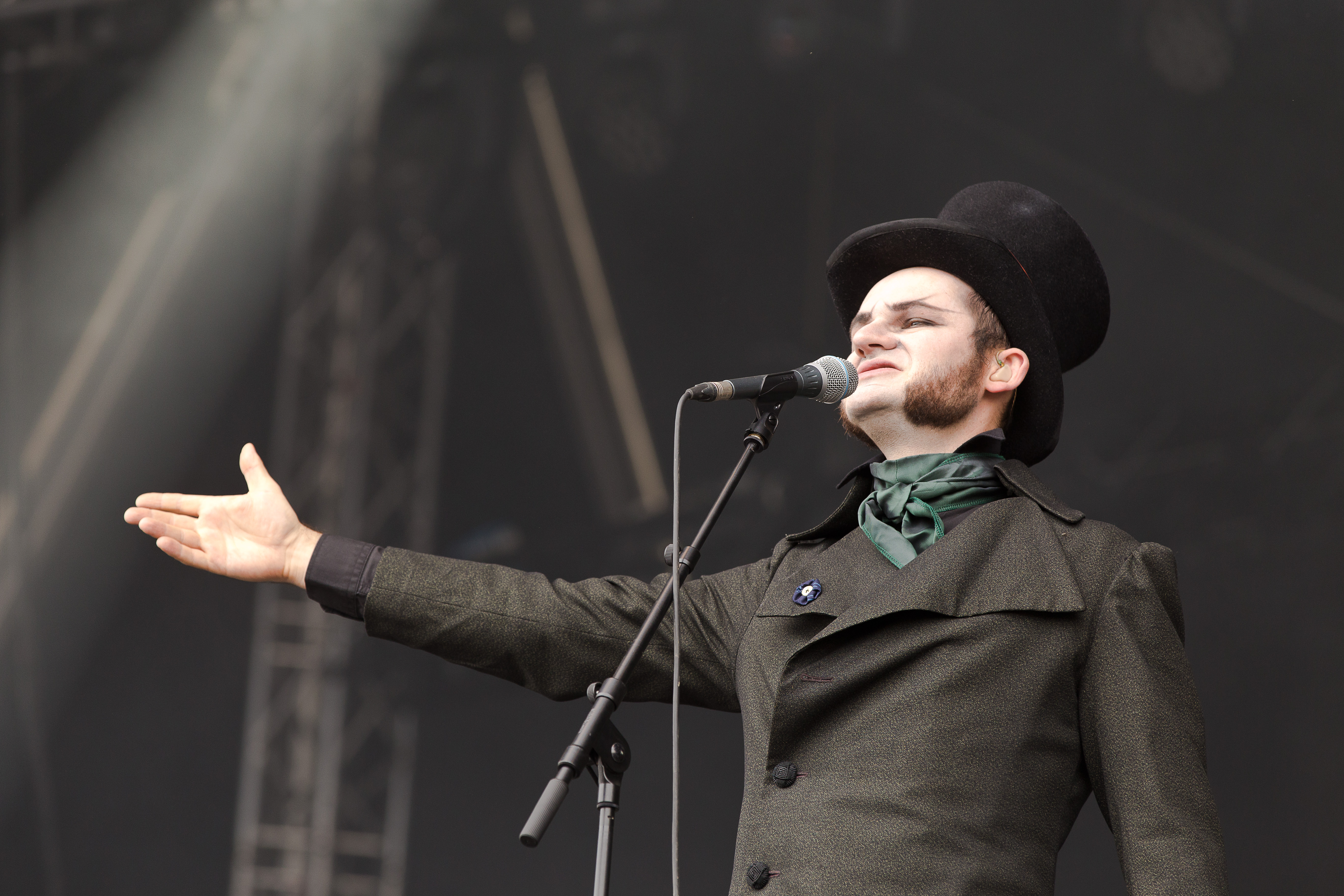
Comte Caspar
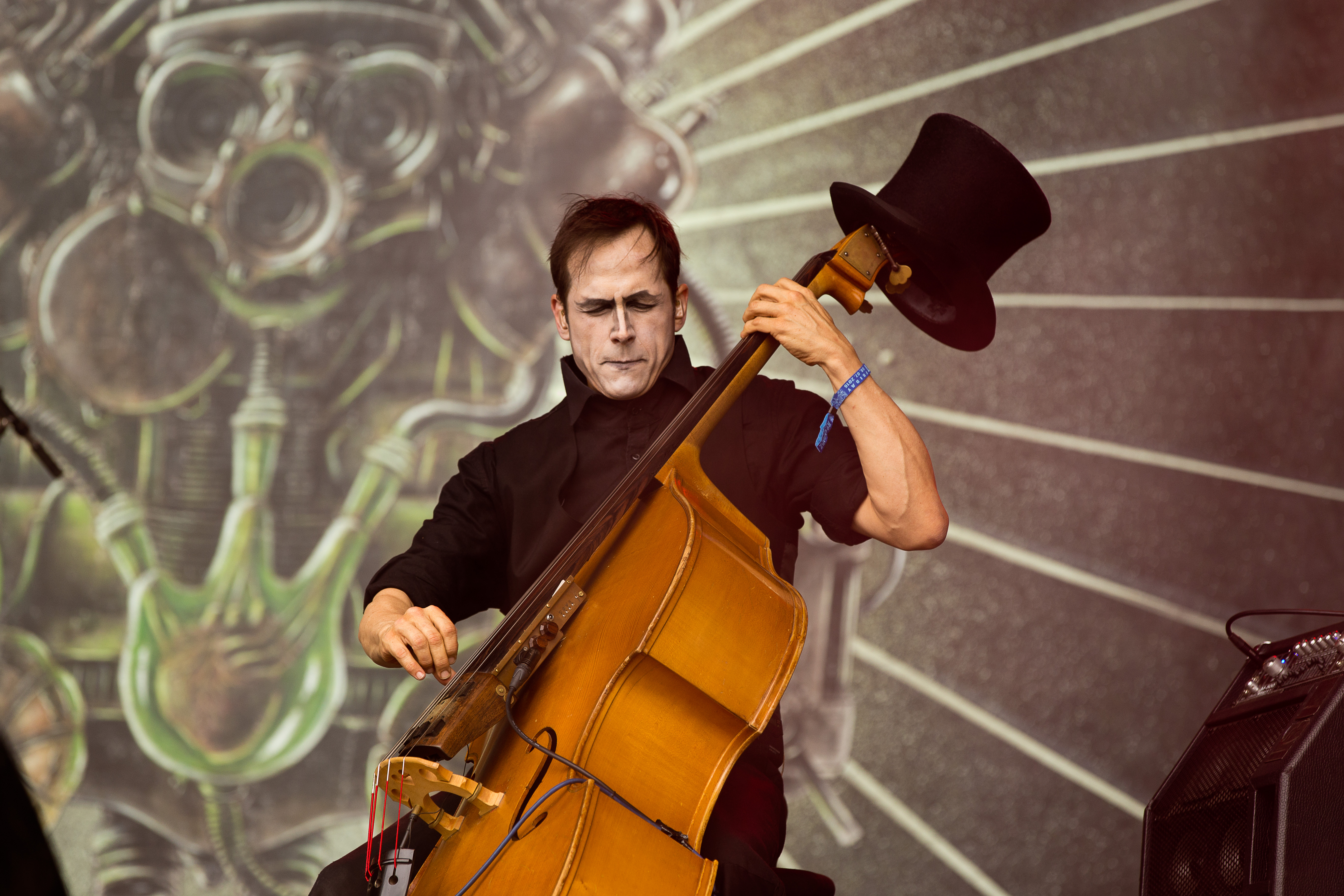
Sissy Voss
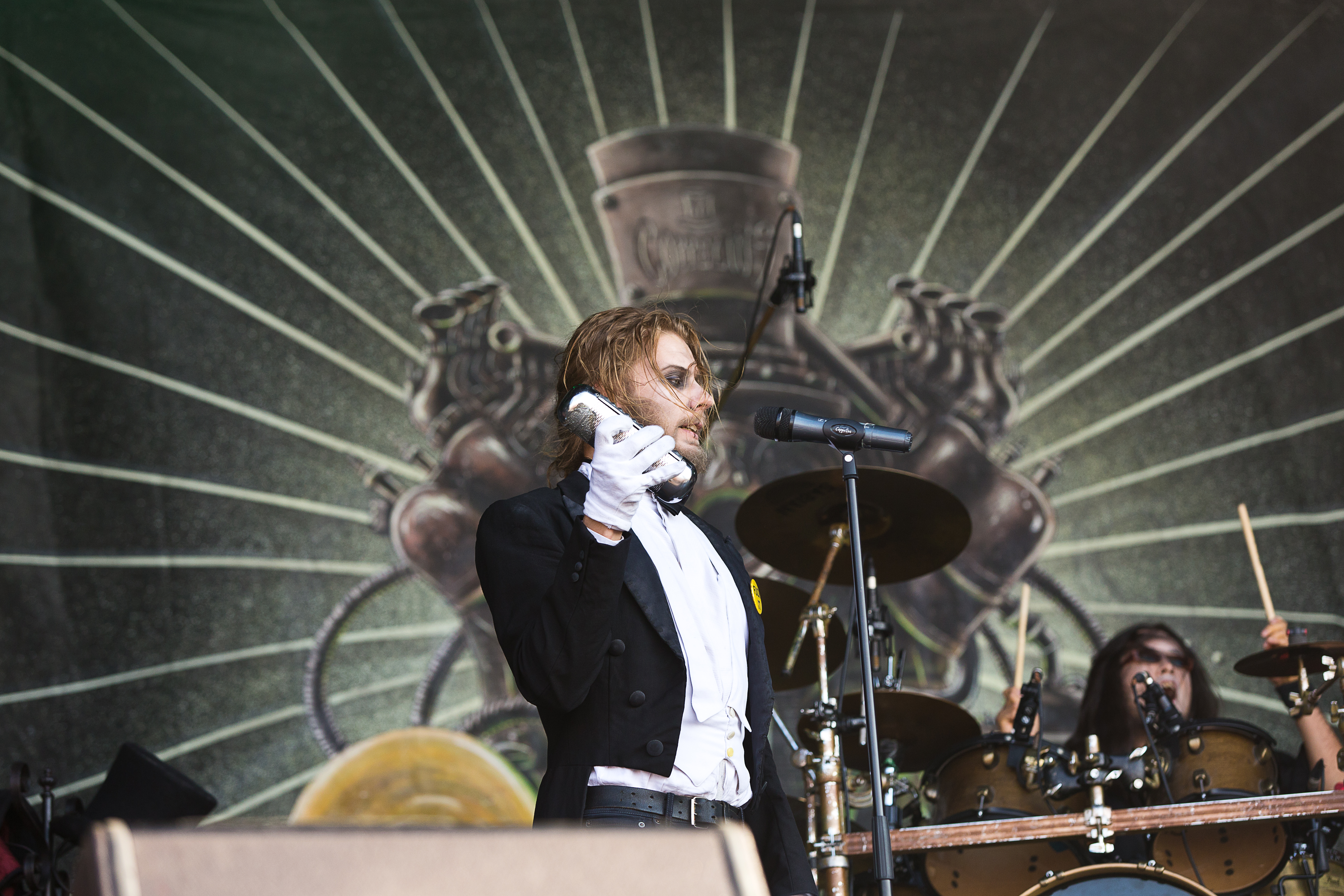
Bastille